# Jan van Raemdonck
Jan van Raemdonck, né à Gand (Belgique) le 29 octobre 1922 et mort le 7 novembre 2010  est un producteur belge connu pour avoir produit des films tels que Le Conscrit, Mira ou De vlaschaard.

## Filmographie
- 1949 : Visite à Picasso (Bezoek aan Picasso), documentaire de court-métrage
- 1951 : L'herbe à la Reyne, court-métrage
- 1970 : Les Galapiats, mini-série télévisée
- 1971 : Mira de Fons Rademakers
- 1972 : La Chambre rouge
- 1974 : Le Conscrit (De loteling) de Roland Verhavert
- 1975 : Isabelle devant le désir
- 1976 : Pallieter
- 1977 : Dokter Vlimmen
- 1981 : Vrijdag
- 1985 : Le Lion des Flandres
- 1985 : De vlaschaard
- 1985 : Wildschut
- 1986 : The Secrets of Love
- 1987 : La Famille Van Paemel (Het gezin van Paemel) de Paul Cammermans
- 1990 : Le Veuf ou Une femme marquée (De weduwnaar), téléfilm
- 1993 : Le Monde de Ludovic (De wereld van Ludovic), téléfilm
- 1995 : Le Chagrin des Belges (Het verdriet van België), mini-série télévisée, d'après le roman de Hugo Claus Le Chagrin des Belges
- 1995 : Y a pas de lézard, téléfilm
- 1996 : L'Enfance volée (De opvolger), téléfilm
- 1997 : Victor, téléfilm
- 1998 : Une leçon d'amour, téléfilm
- 2001 : Les Monos, épisode Force 2, série télévisée
- 2001 : Nana, téléfilm
- 2002 : La Torpille, téléfilm
- 2002 : Y a pas d'âge pour s'aimer, téléfilm
- 2003 : Mon voisin du dessus, téléfilm